# Légende des soleils

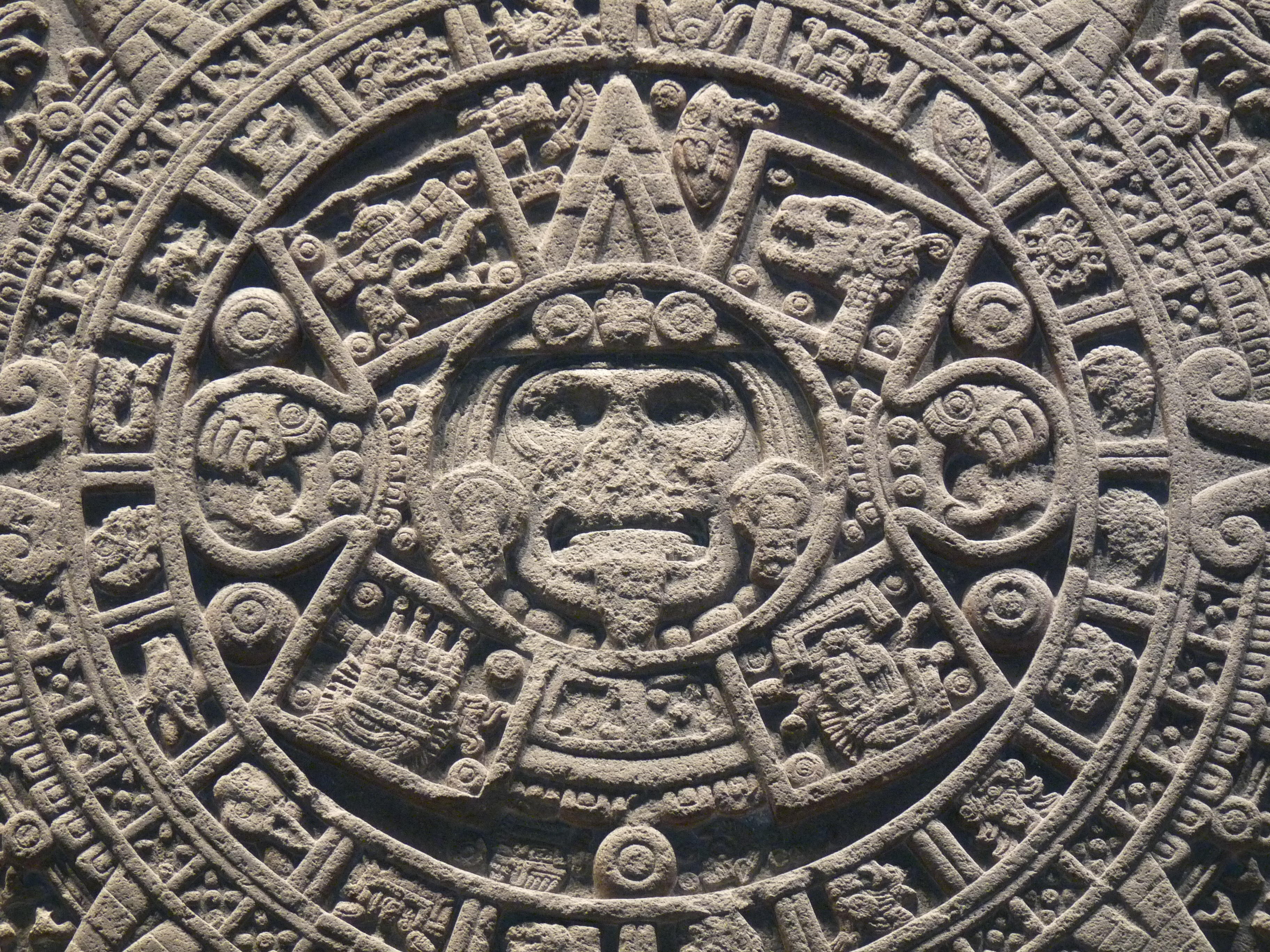
Partie centrale du monolithe de la Pierre du soleil, représentant soit le dieu soleil Yoaltonatiuh (soleil de la nuit), soit le monstre de la terre primordiale Tlaltecuhtli. (Musée National d'Anthropologie et d'Histoire, Mexico)

La légende des soleils est un mythe cosmogonique mésoaméricain fondé sur la création puis la destruction de plusieurs mondes (ou soleils) successifs.

## Sources
Parmi les sources nahuas de la légende des soleils figurent l’Historia de los Mexicanos por sus Pinturas (Histoire des Mexicains par leurs peintures) rédigée vers 1530 et attribuée à Andrés de Olmos, le codex Chimalpopoca (les parties appelées Annales de Cuauhtitlan et Leyenda de los Soles (Légende des Soleils)), l’Histoire du Méchique d'André Thévet, le Codex Vaticanus A ainsi que les œuvres de Motolinia, Fernando de Alva Cortés Ixtlilxóchitl et Diego Muñoz Camargo.

## Nombre de soleils
Il existe deux types de versions de ce mythe : la première, probablement plus ancienne, évoque quatre ères successives, tandis que la seconde en compte cinq. Le Codex Vaticanus A, par exemple, ne mentionne que quatre soleils. On suppose que la deuxième version a été inventée par les Aztèques pour légitimer leur pouvoir sur la Mésoamérique.

## Les cinq soleils
Chaque soleil porte un nom : Ocelotonatiuh (Soleil Jaguar) ou Yoaltonatiuh (Soleil de nuit) ou encore Tlaltonatiuh (Soleil de terre) selon les versions (ces trois éléments étant très proches), Ehecatonatiuh (Soleil de Vent), Quiauhtonatiuh (Soleil de Pluie) et Atonatiuh (Soleil d'Eau). Chaque nom correspond à l'agent destructeur du soleil en question. Lorsqu'il existe un cinquième soleil, on l'appelle Ollintonatiuh (Soleil de mouvement).
On rencontre également des noms calendaires qui proviennent du calendrier divinatoire, le tonalpohualli. Ils contiennent tous le mot nahui (« quatre » en nahuatl), correspondant à la disparition de chaque soleil : Nahui Ocelotl (Quatre Jaguar), Nahui Ehecatl (Quatre Vent), Nahui Quiahuitl (Quatre Pluie) et Nahui Atl (Quatre Eau).
Comme il a été dit plus haut, le nombre de soleils peut varier selon les versions, mais également leur durée ainsi que l'ordre dans lequel ils ont été créés. Chaque soleil est associé à un type de nourriture.
Les deux versions qui présentent le plus de points communs sont l’Historia de los Mexicanos por sus Pinturas et la Leyenda de los Soles. L'ordre des agents destructeurs est le même (terre-vent-feu-eau). Ce sont les mêmes éléments et les mêmes glyphes calendaires que l'on retrouve sur un célèbre monument aztèque : la Pierre du Soleil. Le nombre total d'années pour les quatre premiers soleils est le même : (2028 ans), mais la répartition est différente : (676-676-364-312) pour l’Historia de los Mexicanos et (676-364-312-676) pour la Leyenda de los soles. Il s'agit chaque fois de multiples de 52, c'est-à-dire le nombre d'années correspondant à un « siècle » aztèque.
- L'Historia de los Mexicanos por sus pinturas[4]

1. Le premier soleil, qui avait été créé par les quatre dieux primordiaux, était celui de Tezcatlipoca. Il dura « 13 fois 52 ans ». La terre était peuplée de géants qui arrachaient les arbres et se nourrissaient de glands. Tezcalipoca reçut un coup de bâton de Quetzalcóatl, tomba à l'eau, puis se transforma en jaguar et tua les géants.
2. Le deuxième soleil était celui de Quetzalcoatl. Il dura lui aussi « 13 fois 52 ans ». À cette époque, les macehuales[5] (gens du peuple en nahuatl) ne mangeaient que des pignons. Tezcalipoca, qui s'était transformé en jaguar, donna à Quetzalcoatl une ruade qui le fit tomber, provoquant un vent tellement fort qu'il emporta ce dernier et tous les macehuales. Il n'en resta que quelques-uns dans l'air, qui furent métamorphosés en singes.
3. Le troisième soleil était celui de Tlalocatecutli, dieu de l'enfer. Il dura « 7 fois 52 ans ». Les macehuales ne mangeaient que de l’acinctli, une plante qui ressemblait au blé et poussait dans l'eau. Quetzalcoatl chassa Tlalocatecutli sous une pluie de feu.
4. Le quatrième soleil était celui de Chalchiuhtlicue, l'épouse de Tlaloc. Il dura « 6 fois 52 ans ». Les macehuales ne mangeaient qu'une plante qui s'appelait cincocopi et qui ressemblait au maïs. Au cours de la dernière année de ce soleil, il plut tellement que les cieux s'effondrèrent. L'eau emporta tous les macehuales qui devinrent toutes les espèces de poissons qui existent.
5. Après la chute du ciel, selon la version de l’'Historia de los Mexicanos, les quatre dieux primordiaux ordonnèrent de creuser quatre chemins jusqu'au centre de la terre, afin de relever le ciel, prélude à la réanimation de la terre et à la création d'un nouveau soleil, le cinquième donc, au cours de la quatorzième année après le déluge.

- La Leyenda de los Soles[6]

1. Nahui Ocelotl (Quatre-jaguar). Il dura 676 ans. Les hommes, qui mangeaient 7-herbe[7], furent dévorés par des jaguars.
2. Nahui ehecatl (Quatre-vent). Il dura 364 ans. Les hommes, qui mangeaient 12-serpent, furent emportés par le vent.
3. Nahui quiahuitl (Quatre-pluie). Il dura 312 ans. Les hommes, qui mangeaient 7-silex, furent détruits par une pluie de feu et se transformèrent en dindons.
4. Nahui atl (Quatre-eau). Il dura 676 ans. Les hommes, qui mangeaient 4-fleur, périrent noyés et furent métamorphosés en poissons. L'eau couvrit la terre pendant 52 ans. La Leyenda ajoute qu'un couple, Tata et Nene, fut sauvé. Titlacahuan[8] leur enjoignit de se cacher dans un cyprès et de ne manger chacun qu'un épi de maïs. Mais lorsque l'eau se fut retirée, ils virent un beau poisson qu'ils cuisirent et mangèrent. Furieux à cause de la fumée qui parvenait jusqu'au ciel, le dieu les changea en chiens.
5. Nahui ollin (Quatre-mouvement) est le cinquième et dernier soleil et il doit s'effondrer dans des séismes. Les Tzitzimime, monstres squelettiques qui hantent à l'occident les marches de l'univers, anéantiront l'humanité. Rien ne garantissant alors le retour du soleil et des saisons, la mission des Aztèques consistait à repousser l'assaut du néant. Il fallait fournir au Soleil et aux autres divinités l'« eau précieuse ». Cette croyance apparaît dans un discours rapporté par Bernardino de Sahagún[9] :

« Qu'il soit fait, Seigneur, comme nos aïeux nous l'ont prédit : que le ciel tombe sur nous ; viennent les démons tzitzimime, lesquels doivent un jour détruire la terre avec tous ceux qui l'habitent, afin que le monde entier soit couvert d'obscurité et de ténèbres et qu'il n'y ait plus d'habitants nulle part. »

- L'Histoire du Méchique[10]

La version rapportée dans L'Histoire du Méchique est très proche des deux précédentes, à une exception importante près : l'ordre des différents soleils. Il fournit les noms nahuatl des divinités et des soleils, mais, tels qu'ils ont été transcrits par le Français André Thévet, ils se présentent sous une forme très corrompue.
Le premier soleil est celui de Chachuih Tonajo, dont Thévet nous dit qu'il est le dieu des pierres précieuses. La plupart de ses habitants moururent noyés. Les quelques êtres humains qui survécurent devinrent des poissons. Le nom du deuxième soleil est Chalchiuh Tonaiuh. Il fut détruit par des jets de flammes, et les hommes furent changés soit en poules, en papillons ou en chiens. Le troisième soleil s'appelle Yoanoatiuh, ce qui selon Thévet signifiait « soleil obscur » ou « soleil de nuit ». Il fut englouti à la suite d'un tremblement de terre, et les hommes furent dévorés par des bêtes sauvages appelées quenamenti, ce qui, selon Thévet voulait dire « géants ». Le quatrième soleil s'appelle Ecatonatiuh, ce que Thévet traduit par « soleil d'air ». Il s'acheva par des tempêtes de vent et par la métamorphose des hommes en singes. Selon Thévet, chacun de ces soleils aurait duré 23 ans.